# Leucania ignota
Leucania ignota är en fjärilsart som beskrevs av Márton Hreblay. Leucania ignota ingår i släktet Leucania och familjen nattflyn. Inga underarter finns listade i Catalogue of Life.